# 専門学校 健祥会学園
専門学校健祥会学園(せんもんがっこうけんしょうかいがくえん)は、社会福祉法人健祥会が運営する。徳島県徳島市国府町東高輪字天満369番地1にある専門学校。1996年に開設。2018年に専門学校 健祥会学園に名称変更。旧校名は徳島健祥会福祉専門学校。

## 設置学科
- 理学療法学科
- 作業療法学科
- 介護福祉学科
- 保育学科

## 取得資格
理学療法学科
- 理学療法士(国家試験受験資格)
- ゲートボール3級審判員

作業療法学科
- 作業療法士(国家試験受験資格)
- ゲートボール3級審判員

介護福祉学科
- 介護福祉士(国家試験受験資格)
- ゲートボール3級審判員

保育学科
- 保育士
- 幼稚園教諭（二種免許状）
- 社会福祉主事（任用）
- ゲートボール3級審判員

## 沿革
| 昭和54年12月19日 | 社会福祉法人健祥会設立認可される。 |
| 昭和60年 6月28日 | 理事長に中村博彦就任 |
| 平成 7年 6月16日 | 徳島健祥会福祉専門学校起工式挙行 |
| 平成 8年 4月 1日 | 厚生省より介護福祉士養成施設として指定される。 日本レクリエーション協会よりレクリエーション・インストラクター養成課程認定校として認可される。 学校長に碓井俶司就任 |
| 平成 8年 4月 6日 | 開学式及び平成8年度入学式挙行 |
| 平成10年 3月14日 | 東館竣工式挙行 |
| 平成10年 4月 1日 | 介護福祉学科定員80名から120名に増員 |
| 平成12年 4月 1日 | 理学療法、作業療法の新設を厚生省より認可される。 |
| 平成12年 4月 8日 | 理学療法、作業療法学科新校舎・学生会館竣工式挙行 |
| 平成15年 4月 1日 | 学校長に齋藤史郎就任 |
| 平成15年11月 8日 | 多目的ホール健祥会パートナー竣工式挙行 |
| 平成21年 4月 1日 | 保育福祉学科開設 |
| 平成21年 4月 1日 | 離職者訓練事業受託 |
| 平成21年 9月 9日 | インドネシア教育大学と学術提携 |
| 平成22年 3月14日 | 健祥会ステーション徳島竣工 |
| 平成22年 4月10日 | EPA協定によるフィリピン就学生入学 |
| 平成25年 4月 1日 | 介護福祉士実務者研修（通信）開設 |
| 平成25年 8月12日 | 理事長に中村太一就任 |
| 平成26年 4月 1日 | 学校長に武田英二就任 |
| 平成28年 4月 1日 | 保育学科開設 介護福祉学科定員120名から80名に変更 |
| 平成30年 4月 1日 | 校名を「専門学校 健祥会学園」に変更 |

## 所在地
- 〒779-3105 徳島県徳島市国府町東高輪

　TEL 088-642-9666
　FAX 088-642-9227

## 交通
- JR徳島駅から「阿波池田行」に乗車し府中駅下車。徒歩約25分。